# Ibeas de Juarros
Ibeas de Juarros es una localidad y un municipio situados en la provincia de Burgos, Castilla la Vieja, en la comunidad autónoma de Castilla y León (España), comarca de Alfoz de Burgos, partido judicial de Burgos, cabecera del ayuntamiento de su nombre. En su término municipal se encuentran dos lugares declarados Patrimonio de la Humanidad por la Unesco: el Yacimiento de Atapuerca y el Camino de Santiago.
En 2015, en la aprobación por la Unesco de la ampliación del Camino de Santiago en España a «Caminos de Santiago de Compostela: Camino francés y Caminos del Norte de España», España envió como documentación un «Inventario Retrospectivo - Elementos Asociados» (Retrospective Inventory - Associated Components) en el que en el n.º 1309 figura la localidad de Ibeas de Juarros, con un ámbito de elementos asociados.

## Toponimia
Una teoría etimológica, aún sin demostrar, sugiere que el nombre es un antiguo topónimo vascuence. Se fundamenta en que el nombre Ibeas puede ser una evolución del euskera Ibaia (río), según recoge la página web municipal, que cita dos documentos del año 921 donde constan las frases "en aguas de Ebeia" y "en la villa que llaman de Ebeia", o de ibia (vado). Juarros, en cambio, estaría emparentado con el vocablo también vasco zugarro, que significaría olmo.[cita requerida]

## Geografía
- Superficie municipio: 130,27 kilómetros cuadrados.

### Localidades
En el municipio de Ibeas de Juarros se encuentran las siguientes localidades:
- Cueva de Juarros
- Cuzcurrita de Juarros
- Espinosa de Juarros
- Ibeas de Juarros (capital)
- Modúbar de San Cibrián
- Mozoncillo de Juarros
- Salgüero de Juarros
- San Millán de Juarros
- Santa Cruz de Juarros

## Demografía
Ibeas de Juarros cuenta con una población de 1459 habitantes (INE 2024).
| Gráfica de evolución demográfica de Ibeas de Juarros entre 1842 y 2021 |
| |
| Población de derecho según los censos de población del INE. Población de hecho según los censos de población del INE.Entre el censo de 1857 y el anterior, crece el término del municipio porque incorpora a San Millan de Juarros. Entre el censo de 1981 y el anterior, crece el término del municipio porque incorpora a Cueva de Juarros, Salgüero de Juarros y Santa Cruz de Juarros. |

## Economía
Su población mayoritariamente agrícola se dedica al cultivo de cereales de secano y al de alubias rojas, cultivadas de forma artesanal, sin emplear ningún tipo de maquinaria, salvo para la preparación del terreno.

## Cultura

### Monumentos
- Iglesia de San Martín.

### Yacimientos de la sierra de Atapuerca
El principal acceso a los yacimientos está en Ibeas de Juarros.
A principios de los 90 se estableció en ella el Aula "Emiliano Aguirre", pequeño museo en el que se iba recogiendo importante información sobre los yacimientos.
En 2009 se inauguró la sede de la Fundación Atapuerca. El edificio fue diseñado por el arquitecto Ignacio Camarero y el jardín por el paisajista Jorge Villalmanzo.

### Gastronomía
Son famosas las alubias rojas de Ibeas de Juarros, cultivadas en las riberas del Arlanzón, con las que se cocina la olla podrida, plato típico burgalés con alubias y productos derivados de la matanza.

## Parque eólico
Parque Eólico «Los Ausines» de 48 MW. de potencia instalada y red subterránea de recogida de energía a 30 KV., con 24 aerogeneradores, modelo VESTAS de 2000 kW de potencia nominal unitaria, situados en los términos municipales de Ibeas de Juarros y Los Ausines, con rotor tripala de 90 m de diámetro, sobre torre troncocónica de 80 m de altura, con transformador de 2100 kVA de potencia unitaria y relación de transformación 0,69/30 kV. Red subterránea de Media Tensión a 30 kV de interconexión de los aerogeneradores y línea subterránea a 30 KV con llegadas a la Subestación «Carcedo», afectando a los términos municipales de Ibeas de Juarros, Los Ausines y Carcedo de Burgos. Cuenta con un presupuesto de 42.186.026,93 euros.

## Hijos ilustres
- Antonio José Martínez Palacios (1902-1936), músico compositor.